# Noël (映像作品)
『Noël』（ノエル）は、岡村孝子の最初のイメージ・ビデオ集。1986年12月20日にVHSで発売されたのち、2006年12月13日にDVD化された。発売元はファンハウス。

## 解説
- 岡村孝子初の映像作品となる、イメージ・ビデオ集。全体的にストーリー性を持たせた、コンセプチュアルな作品である。
- オール・フランス（パリ）ロケを敢行した。
- 映像の一部が、歌手デビュー20周年記念オールタイム・ベスト『DO MY BEST』（2002年7月24日）と、ソロデビュー20周年記念TV主題歌＆CMソング集『TOY BOX』（2005年11月23日）それぞれの初回限定盤でDVD化されたのち、2006年12月13日に完全DVD化された。
- この作品を撮影した際のエピソードが、前出『TOY BOX』の初回限定盤DVDで本人の口からインタビュー形式で語られている。

## 収録曲
1. Opening
2. 美辞麗句
  - 作詞・作曲：岡村孝子、編曲：田代修二
3. 見送るわ
  - 作詞・作曲：岡村孝子、編曲：田代修二
4. Baby, Baby
  - 作詞・作曲：岡村孝子、編曲：田代修二
5. はぐれそうな天使
  - 作詞：来生えつこ、作曲：来生たかお、編曲：船山基紀
6. 今日も眠れない
  - 作詞・作曲：岡村孝子、編曲：萩田光雄
7. Ending

## 関連作品
- 私の中の微風